# Shakya Chogden
| Tibetische Bezeichnung                     |
| ------------------------------------------ |
| Wylie-Transliteration: shakya mchog ldan   |
| Andere Schreibweisen: Sakya Shakya Chokden |
| Chinesische Bezeichnung                    |
| Vereinfacht: 萨迦释迦乔丹                  |
| Pinyin:Sajia Shijia Qiaodan                |

Shakya Chogden (tib. shakya mchog ldan; * 1428; † 1507) war ein bedeutender geistlicher Würdenträger der Sakya-Schule des tibetischen Buddhismus. Er war ein Schüler von Rongtön Shecha Kunrig (rong ston shes bya kun rig; 1367–1449) alias Rongtön Mawe Sengge (rong ston smra ba'i seng ge) aus der Sakya-Schule, dem Gründer des Nalendra-Klosters.
1469 gründete Shakya Chogden das Kloster Thubten Serdogchen bzw. Thupten Serdokchen (thub bstan gser mdog can) im Süden von Xigazê.
Seine Lebensbeschreibung wurde von Künga Drölchog (kun dga' grol mchog; 1507–1565/1566), dem Linienhalter der Jonangpa-Kalachakra-Übertragungslinie, verfasst.

## Werke
- Gesammelte Werke von Shākya-mchog-ldan